# Boerendeur

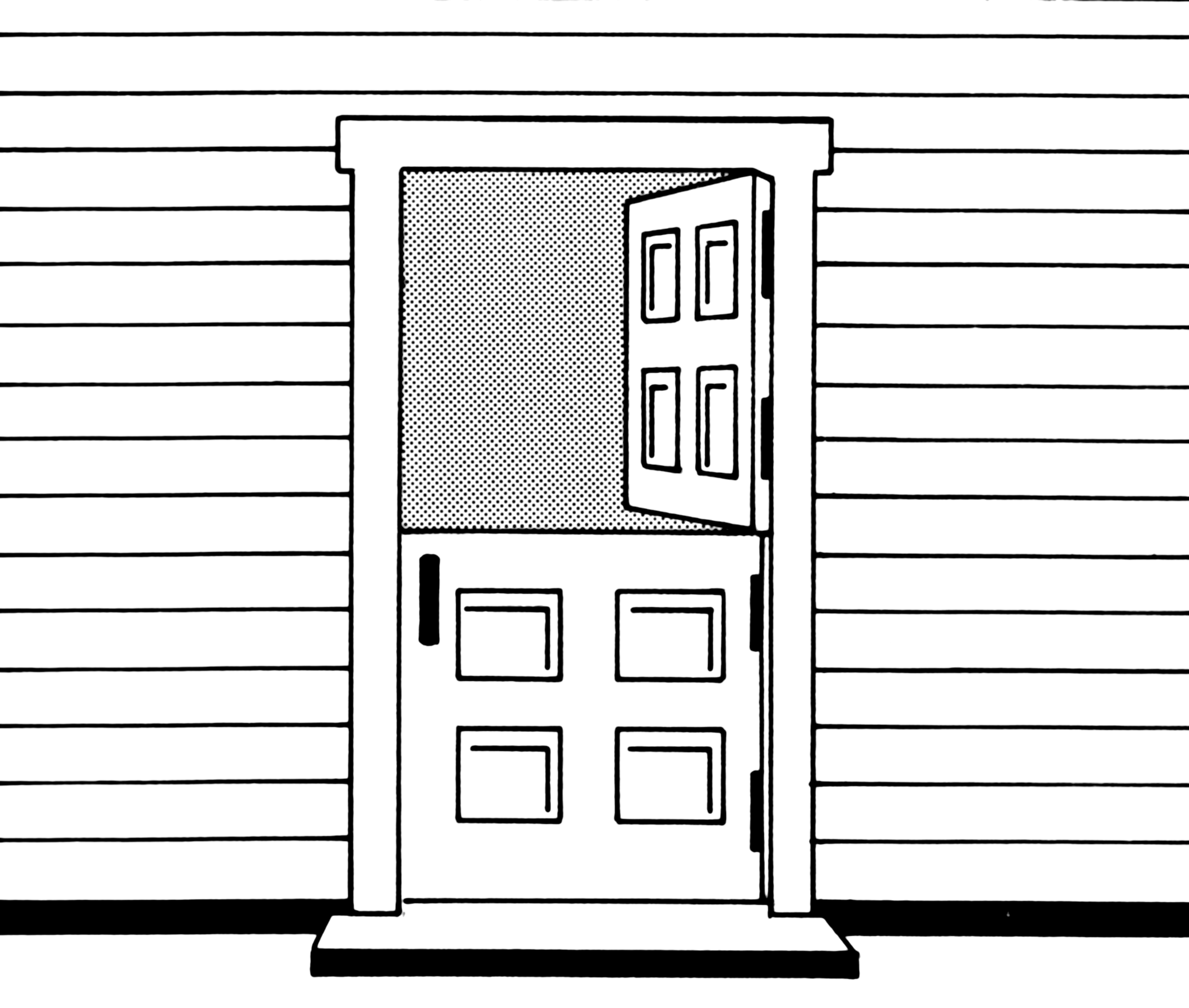
Schematische weergave van een boerendeur

Een boerendeur of duodeur is een deur, meestal een buitendeur, bestaande uit twee delen, een onder- en bovendeur. Het bovenste gedeelte kan afzonderlijk of gelijktijdig met de onderste helft geopend en gesloten worden. Omdat dit type deur voornamelijk voorkomt bij boerderijen, wordt van boerendeur gesproken. In het buitenland spreekt men vaak over een Hollandse deur (Dutch door, hollandsk dør, hollantilainen ovi enz.) Een dubbele deur daarentegen bestaat uit twee delen of deuren die in het midden met een verticale tongnaald tegen elkaar sluiten.
Door de bovenste helft open te doen en de onderste helft gesloten te houden, kan de woning gelucht worden, terwijl straatvuil en de meeste dieren buitengehouden worden. Functioneel is een boerendeur gelijk aan een deur met een beweegbaar raam.
De onderdeur wordt op de gebruikelijke wijze met een slot gesloten. De bovendeur kan met een of meer grendels aan de onderdeur gekoppeld worden, zodat er één deur ontstaat die als een gewone deur gebruikt kan worden. De onderdeur is niet afzonderlijk te gebruiken.

## Voorbeelden

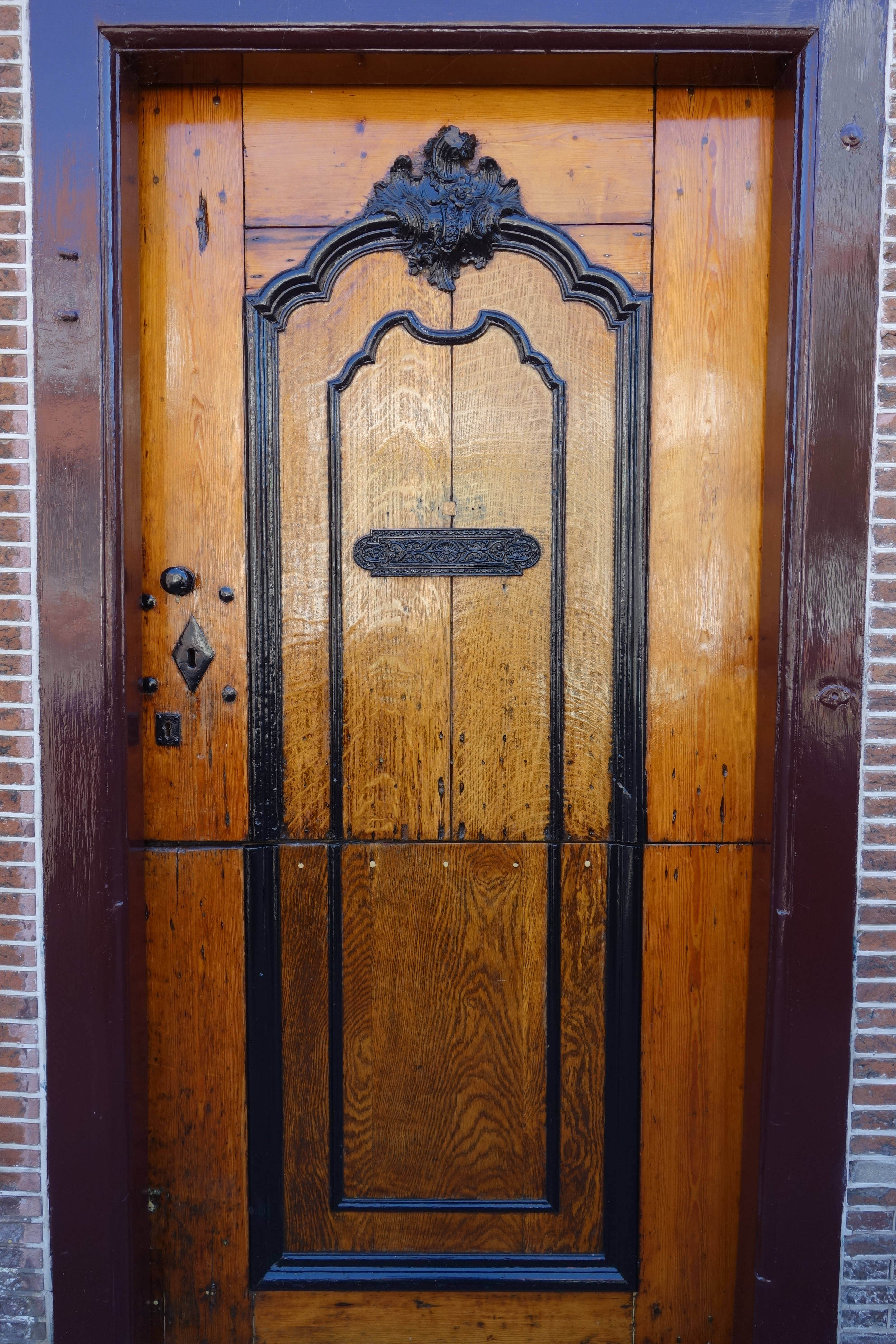
Een versierde boerendeur bij een woonhuis in Hoorn (Noord-Holland)
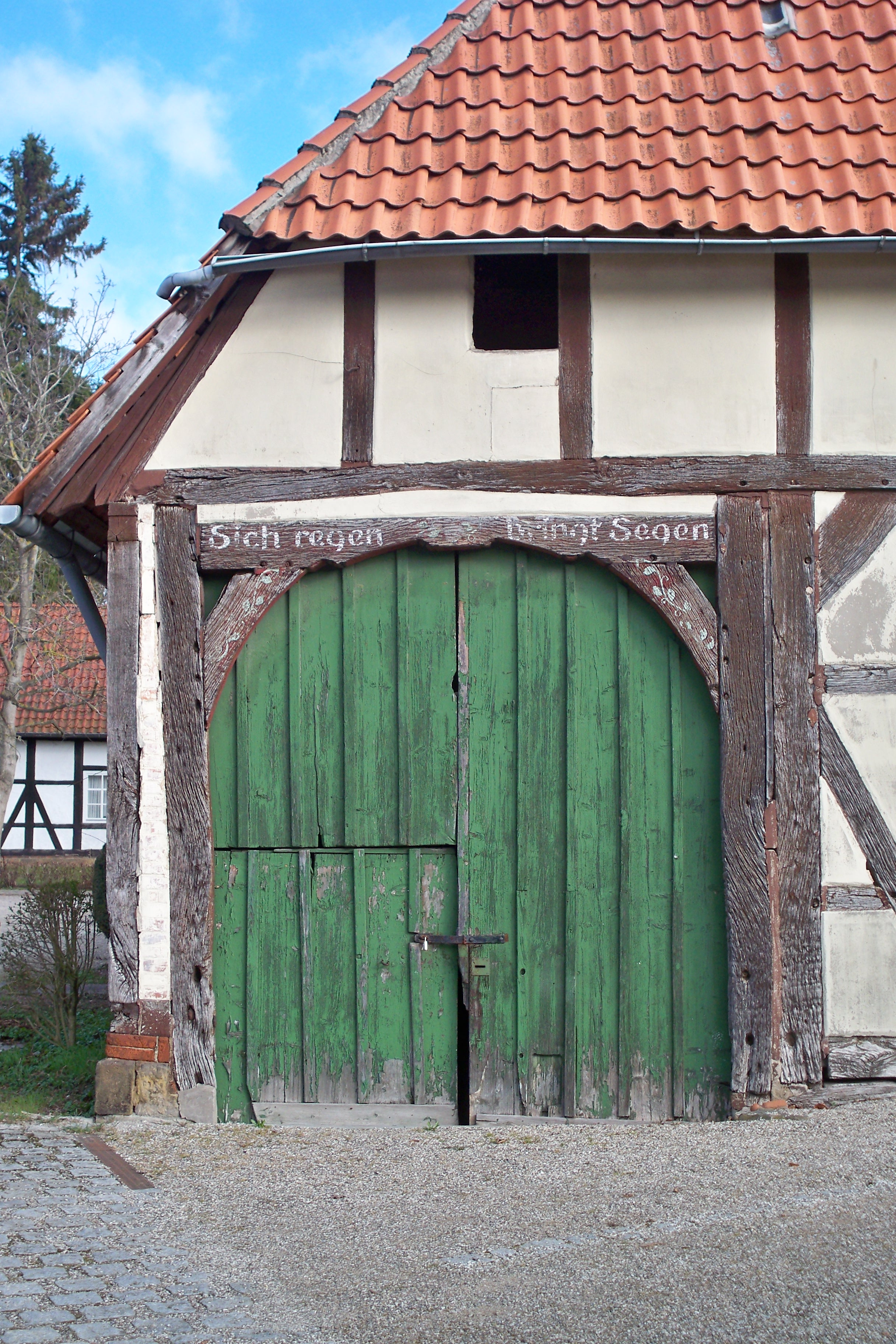
Schuurdeur met links een boerendeur (Wennigsen, Duitsland)
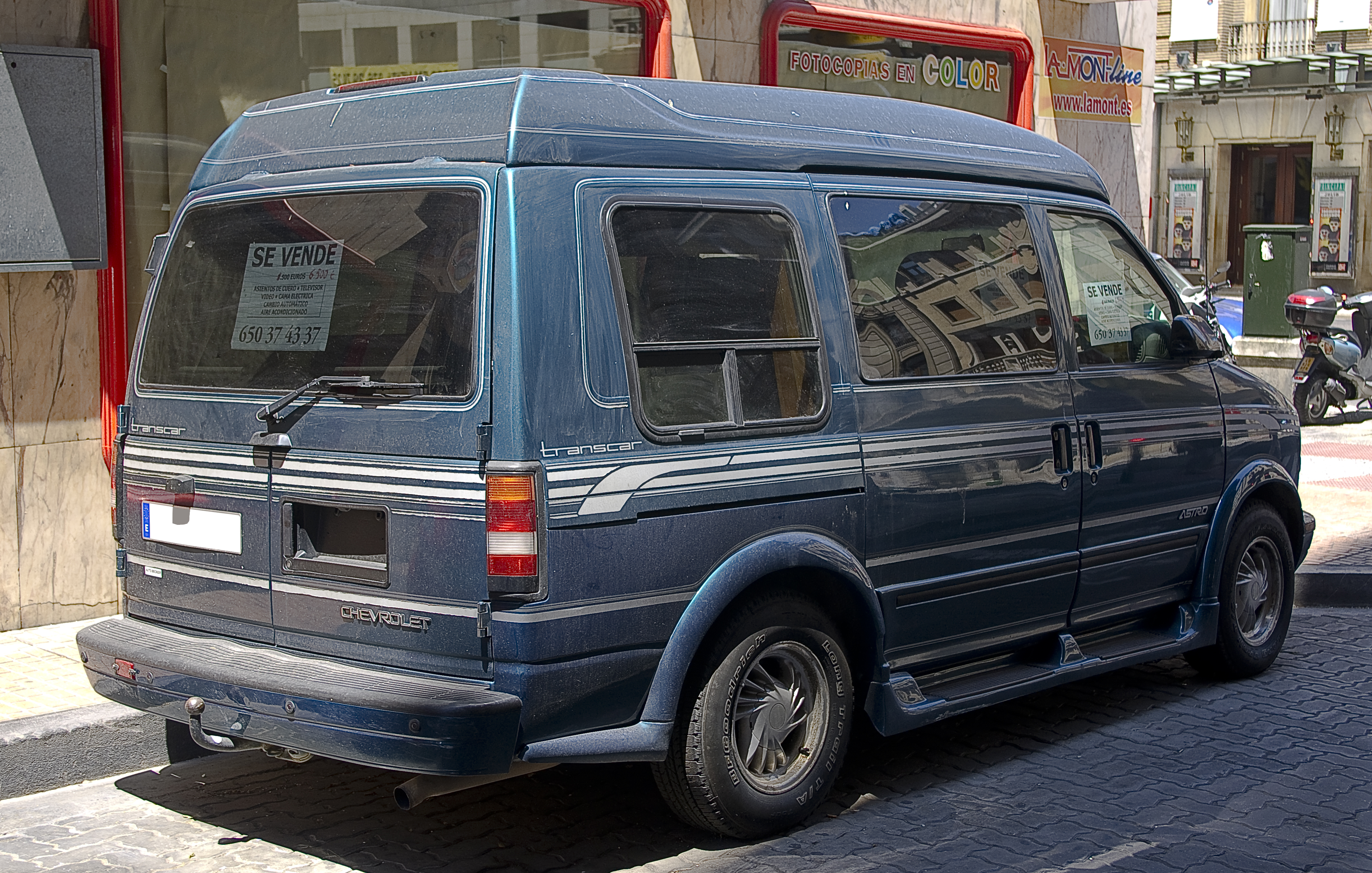
Een Chevrolet Astro met onderin twee deuren en bovenin een klep

## Uitdrukking
- De uitdrukking anderhalve man en een paardenkop houdt, naar men zegt, verband met de boerendeur. De uitdrukking komt voor in de Uilenspiegel van Charles de Coster. Een bezoeker te paard kijkt door de bovendeur naar binnen en op de vraag of er iemand is, antwoordt Uilenspiegel "un homme et demi et une tête de cheval", want hij ziet zichzelf en van de bezoeker alleen het bovenlijf en de kop van zijn paard.